# Аликсия
Аликсия (лат. Alyxia) — род растений из семейства Кутровые (Apocynaceae).
Представители рода свойственны тропической Азии, Австралии, также Полинезии и острову Мадагаскар. 

## Ботаническое описание

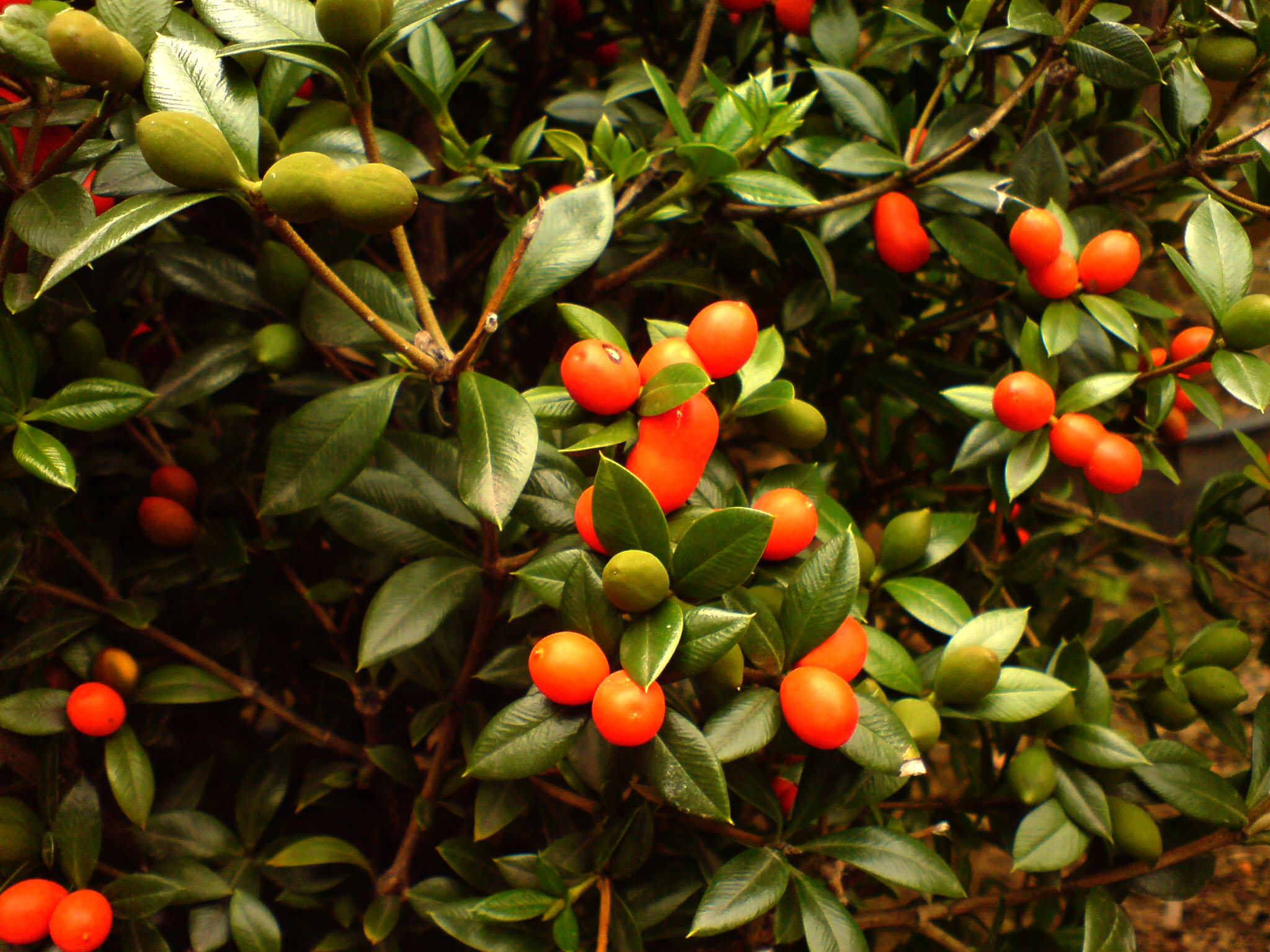
Сдвоенные плоды разделены перегородками на односемянные членики

Деревянистые лианы или прямостоячие кустарники с белым латексом, с супротивным или мутовчатым листорасположением. Листья в мутовке примерно одинаковые, однако на разных частях растения нередко сильно разные по форме.
Цветки в пазушных щитковидных соцветиях (плейохазиях), или же в верхушечной метёлке, составленной из щитковидных соцветий. Чашечка глубоко разделённая на яйцевидные до линейных чашелистики, часто реснитчатые по краю. Венчик блюдцевидный, с цилиндрической трубкой, в зеве с отогнутыми к основанию трубки волосками. В каждом цветке по две завязи, каждая с 4—6 семязачатками, расположенными в двух рядах. Пестик с нитевидным столбиком и головчатым рыльцем.
Плоды сдвоенные от каждого цветка, костянковидные, часто односемянные вследствие недоразвития семязачатков, реже из нескольких семян, тогда чётковидно разделённые узкими поперечными перегородками на односемянные костянковидные членики.

## Классификация

### Таксономия
Род Аликсия входит в трибу Alyxieae подсемейства Rauvolfioideae семейства Кутровые (Apocynaceae) порядка Горечавкоцветные (Gentianales).
|  |                                      |  |                                                             |                                                             |                    |  | ещё 4 семейства (согласно Системе APG II) |                     |                     |                    |
|  |                                      |  |                                                             |                                                             |                    |  |                                           |                     |                     | от 30 до 106 видов |
|  |                                      |  |                                                             | порядок Горечавкоцветные                                    |                    |  |                                           |                     | род Аликсия         |                    |
|  |                                      |  |                                                             | порядок Горечавкоцветные                                    |                    |  |                                           |                     | род Аликсия         |                    |
|  | отдел Цветковые, или Покрытосеменные |  |                                                             |                                                             | семейство Кутровые |  |                                           |                     |                     |                    |
|  | отдел Цветковые, или Покрытосеменные |  |                                                             |                                                             |                    |  |                                           |                     |                     |                    |
|  |                                      |  | ещё 44 порядка цветковых растений (согласно Системе APG II) | ещё 44 порядка цветковых растений (согласно Системе APG II) |                    |  |                                           | ещё более 400 родов | ещё более 400 родов |                    |
|  |                                      |  |                                                             | ещё 44 порядка цветковых растений (согласно Системе APG II) |                    |  |                                           |                     | ещё более 400 родов |                    |

### Виды
Согласно данным сайта Королевских ботанических садов Кью род насчитывает 105 видов.
Наиболее известна Аликсия Рейнварда (Alyxia reinwardtii Blume), произрастающая на Малайском архипелаге. Ароматическая кора этого растения (Cortex Alyxiae aromaticae) пользовалась среди туземцев большим почётом как целебное средство и служило поэтому видным предметом торговли. В Европе в XIX веке она практически вышла из употребления.